# Одесский академический театр юного зрителя
Одесский театр юного зрителя (укр. Одеський театр юного глядача) — театр в Одессе, основан в 1930 году. Его основу составили выпускники Одесского театрального училища. Первыми художественными руководителями были главный режиссёр М. Молчанов. и педагог муздрамина София Мануйлович.

## История
6 апреля 1941 года театру указом Президиума Верховного Совета УССР было присвоено почетное звание писателя Николая Островского.
В 1957—1959 годах главным режиссером был М. Е. Тилькер.
С 2016 по 2025 годы театр носил имя писателя и драматурга Юрия Олеши.

## Труппа
- Генрих Осташевский (1944—1958)
- Галина Осташевская (в театре 1944—2013)
- Николай Губенко (1960-е)
- Юлий Божек
- Андрей Гончар
- Валентина Губская
- Сергей Фролов